# 藤野厳九郎
藤野 厳九郎（ふじの げんくろう、旧字体：藤󠄁野 嚴九郞、1874年7月1日 - 1945年8月11日）は、日本の医師・教育者。日本留学時代の魯迅の恩師として知られる。

## 生涯

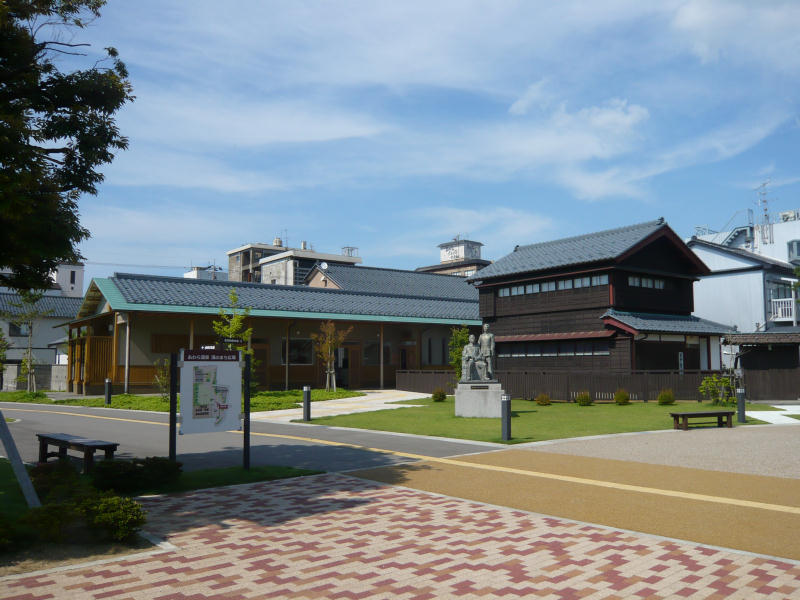
藤野厳九郎記念館（あわら市）

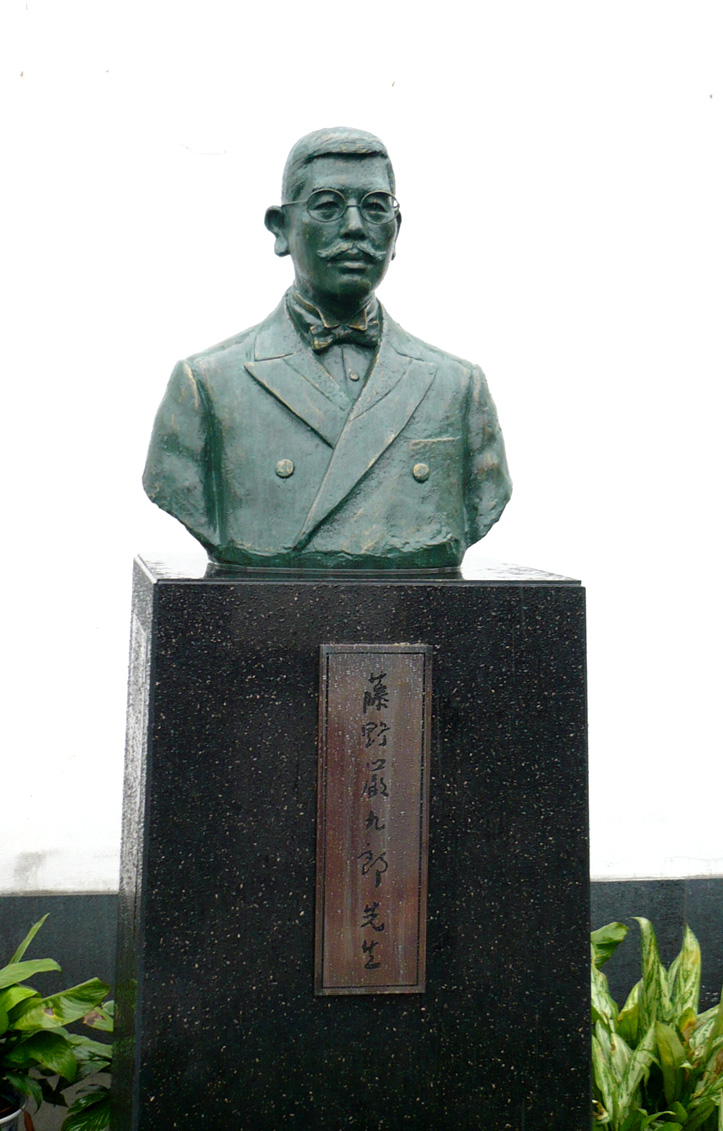
中国浙江省紹興市の魯迅記念館にある藤野厳九郎の胸像

1874年、敦賀県坂井郡本荘村下番（現福井県あわら市）で、代々続く医者の家に生まれた。父の升八郎（五代恒宅）も適塾に学んだ医師であり、彼が橋本左内と交わした書簡が今に伝わる。学校に通う年齢になると平章小学校に入学したが、当時は教育制度がまだ未整備だったこともあり、元福井藩士であった野坂源三郎の塾で漢学を学んだ。野坂は漢学の素養を持つ人物で、その影響で藤野も漢学に親しんだ。
福井県尋常中学校（福井県立藤島高等学校の前身）、愛知県立医学校（名古屋大学医学部の前身）卒業後、同学校の助手となり、のち助教授に昇格した。郷里に程近い第四高等学校医学部（後の旧制金沢医科大学、現在の金沢大学医学部）への転勤を希望したが却下され、東京大学で解剖学の研究をしたのち、知人·敷波重治郎の紹介で仙台医学専門学校（現東北大学医学部）に講師として赴任した。1904年7月に解剖学講座の教授に昇格した。
同年9月、中国の留学生・周樹人（魯迅）が入学する（ちなみにこの師弟の年齢差はわずか7歳である）。藤野は魯迅のノートに詳細な添削を加え、懇切に指導した。しかし魯迅は細菌学の授業中に見せられた日露戦争のスライドに衝撃を受け、中国国民の精神の改造が必要だと痛感して文芸へと転じた。その頃の二人の関係は、魯迅の自伝的短編小説「藤野先生」（小説集『朝花夕拾』に収録）に詳しい。
1915年、仙台医専は東北帝国大学医学部に改組された。帝国大学の教員には帝大卒の資格が必要であったため、医学専門学校卒の藤野は資格を満たせず、退官して郷里の福井県に戻り、三国町で開業医となった。後に下番の実家で、晩年は中番で医院を続けた。終戦直前の1945年8月11日、往診先で倒れ死去。享年71。

## 人物
教授時代には、甲高い声でしゃべり、身なりに構わず警察にスリと間違えられたことが学校で評判になるなど、決して当時の直接の教え子たちに評価の高い教官ではなかった。退官後は田舎の一開業医として生涯を終えた、日本国内では無名に近かった人物である。教え子の魯迅が1926年に「藤野先生」を発表、魯迅が中国で高く評価されるにつれ、藤野の名が世に知られるようになった。現代に伝わる藤野の人物像のほぼ総ては、魯迅の描写に依存している。魯迅は作品が世に知られることで消息不明の彼と連絡が取れるようになることを期待していたようだが、結局藤野が名乗り出ることはなく、身内にも固く口止めしていたという。北京医科大学から教授として招請されたこともあったが、これも固辞した。
ただ魯迅の死後、藤野の居場所を知った新聞記者が彼を取材しており、短い回想録が残された。その時、30人以上の留年生が居たことも魯迅の文章だけでなく藤野のインタビューにおいても裏付けされた。
戦後になると日中友好に貢献した人物として評価されるようになる。その後「藤野先生」は日中両国で国語の教科書に取り上げられ、彼の名は両国に広く知られた。1961年には記念碑が福井市に建てられ、旧宅はあわら市に移築されて藤野厳九郎記念館となった。東北大学では彼の名を冠した「東北大学藤野先生賞」「東北大学藤野記念奨励賞」が設けられた。
藤野家に伝来した資料243点は、あわら市から2006年3月、福井県文書館に寄託、その後2007年3月追加寄託。資料群藤野厳九郎家文書は、卒業証書、辞令類、履歴書、90点におよぶ書簡類、藤野厳九郎が子息のために作成したと思われるフランス語や英語の手製教科書、西洋医学書の筆写本などである。
甥の藤野恒三郎は、腸炎ビブリオの発見者である。